# Lisove, Volociîsk
Lisove (în ucraineană Лісове; în trecut, Jovtneve, în ucraineană Жовтневе) este un sat în comuna Popivți din raionul Volociîsk, regiunea Hmelnîțkîi, Ucraina.

## Demografie
Componența lingvistică a localității Lisove
     Ucraineană (100%)
Conform recensământului din 2001, toată populația localității Lisove era vorbitoare de ucraineană (100%).